# Aram Margarjan
Aram Margarjan (ros. Арам Генрихович Маргарян; orm. Արամ Հենրիկի Մարգարյան; ur. 27 marca 1974) – radziecki, a potem ormiański zapaśnik walczący w stylu wolnym. Złoty medalista mistrzostw świata w 2002. Mistrz Europy młodzieży w 1994 roku.